# Dym arktyczny
Dym arktyczny – płytka warstwa mgły adwekcyjnej, tworzona, gdy ciepła woda paruje z powierzchni otwartych wód (np. oceanu lub morza) do zimnego powietrza, tam przekracza stan nasycenia i ulega natychmiastowej kondensacji. Obserwując zjawisko, mamy wrażenie parowania wody z powierzchni oceanu. (Proces zachodzi tak samo jak chociażby parowanie wody w czajniku).